# Ordine al merito della corona prussiana
L'Ordine al merito della corona prussiana (in tedesco: Verdienstorden der Preußischen Krone) fu una decorazione civile e militare di merito fondata il 18 gennaio 1901 dall'imperatore Guglielmo II di Germania in occasione del bicentenario della fondazione del Regno di Prussia. L'Ordine aveva un carattere molto esclusivo e venne concesso unicamente alle principali personalità del mondo politico, civile e militare.

## Decorazioni
L'Ordine consisteva in una medaglia portata sospesa su una fascia dalla spalla destra al fianco sinistro e da una stella portata appesa sulla fascia stessa come nella classe degli ordini di gran croce.
La medaglia consisteva in una croce maltese in oro giallo smaltata di blu con bordi granulari. In ciascuno degli scompartimenti tra le braccia della croce si trovava una corona prussiana a smalti rosi sovrastante il monogramma reale ("W II" per Guglielmo - Wilhelm - II). Il disco centrale riportava sul diritto la corona prussiana a smalti su sfondo oro mentre attorno si trovava un anello circolare smaltato di blu con la scritta "GOTT MIT UNS". Sul retro lo stesso disco riportava le lettere "IR W II" (per "Imperator Rex Wilhelm II": "Guglielmo II imperatore e re"), e sull'anello circolare si trovava la data di fondazione dell'Ordine, "18 gennaio 1901".
La stella dell'Ordine era in oro a otto punte raggianti e al centro si trovava la medesima decorazione della medaglia.
La fascia dell'Ordine era blu con una striscia arancio per parte.

## Concessioni
La medaglia venne concessa in soli 57 esemplari ed il generale von Gossler fu l'unico a riceverla sia come civile che come militare. Segue l'elenco di tutti gli insigniti e la data di concessione:
- Guglielmo II di Germania - 18 gennaio 1901
- Alberto di Prussia, reggente del ducato di Braunschweig - 18 gennaio 1901
- Barone Walter von Loë, generale di cavalleria ed aiutante generale del kaiser - 18 gennaio 1901
- Conte Vladimir Lamsdorf, ministro degli esteri russo - 21 settembre 1901
- Conte Paul von Hatzfeldt, ambasciatore tedesco a Londra - 8 novembre 1901
- Küçük Mehmet Sait Pasha Gran Visir ottomano - 24 maggio 1902
- Vajiravudh, principe ereditario del Siam - 11 giugno 1902
- Giulio Prinetti, ministro degli esteri italiano - 15 settembre 1902
- Otto von Strubberg, generale di fanteria prussiano - 21 ottobre 1902
- Principe Hermann von Hatzfeldt, prefetto prussiano della Slesia - 22 giugno 1903
- Konrad Ernst von Gossler, generale di fanteria prussiano - 14 agosto 1903
- Barone Arthur von Bolfras, feldmaresciallo austriaco e aiutante generale - 18 settembre 1903
- Conte Uexküll-Gyllenband, generale austriaco e comandante del 2º corpo di cavalleria - 18 settembre 1903
- Conte di Abensperg and Traun, colonnello austriaco - 19 settembre 1903
- Conte Károly Khuen-Héderváry, primo ministro ungherese - 19 settembre 1903
- Henry Lascelles, ambasciatore britannico a Berlino - 30 giugno 1904
- Damat Ferid Pascià, Gran Visir ottomano - 24 settembre 1904
- Eberhardt zu Solms-Sonnewalde, ambasciatore prussiano - 18 ottobre 1904
- Albert von Mischke, generale prussiano e aiutante generale - 18 ottobre 1904
- Edler von der Planitz, generale austriaco e ispettore generale di cavalleria - 24 aprile 1905
- Strukoff, generale di cavalleria russo e aiutante generale - 4 giugno 1905
- Conte August zu Eulenburg, primo ministro prussiano - 2 luglio 1905
- Conte di Castell-Castell, luogotenente generale bavarese - 14 novembre 1905
- Barone Max Wladimir von Beck, primo ministro austriaco - 22 giugno 1906
- Sándor Wekerle, primo ministro ungherese - 22 giugno 1906
- Fiedler, comandante dell'artiglieria austriaca e del 1º corpo d'armata - 7 maggio 1908
- Conte Leopold Gudenus, colonnello austriaco - 7 maggio 1908
- Conte Cziráky von Czirák und Dénesfalva, maresciallo austriaco - 7 maggio 1908
- Arvid Lindman, primo ministro svedese - 3 agosto 1908
- Hemming Gadd, generale svedese di fanteria - 3 agosto 1908
- Max von Hausen, generale di fanteria sassone e primo ministro - 10 settembre 1908
- Ahmed Tevfik Pasha, maresciallo ottomano - 10 settembre 1908
- Julius von Verdy du Vernois, generale prussiano di fanteria - 1º marzo 1909
- Pyotr Arkadyevitch Stolypin, primoi ministro russo - 17 giugno 1909
- Conte Franz Conrad von Hötzendorf, capo dello staff generale austriaco - 9 settembre 1909
- Barone Franz von Schoen Aich, generale austriaco di fanteria e ministro della guerra - 9 settembre 1909
- Carl von Horn, generale di fanteria bavarese e ministro della guerra - 17 settembre 1909
- Wilhelm von Linden-Suden, generale di fanteria prussiana - 7 aprile 1911
- Hermann von Blomberg, generale di fanteria prussiana - 13 settembre 1911
- Georg von Kleist, generale di cavalleria prussiana - 6 aprile 1912
- Jules Greindl, primo ministro belga - 24 maggio 1912
- Sergei Dmitrievich Sazonov, ministro degli esteri russo - 4 luglio 1912
- Hans von Kirchbach, generale di artiglieria sassone - 13 settembre 1912
- Principe Katsura Tarō, maggiore giapponese - 19 settembre 1912
- Peter von Wiedenmann, generale di artiglieria bavarese e aiutante generale - 19 dicembre 1912
- Victor von Podbielski, primo ministro prussiano - 16 giugno 1913
- Walter Reinhold von Mossner, generale prussiano di cavalleria - 16 giugno 1913
- Clemens von Delbrück, primo ministro prussiano - 24 giugno 1914
- Barone von Hammerstein-Loxten, generale di fanteria prussiano - 12 maggio 1917
- Reinhold Krämer, segretario delle poste prussiano - 6 agosto 1917
- Generale Paul von Ploetz, generale prussiano di fanteria - 13 marzo 1918

### "con spade"
- Kanin, principe del Giappone - 22 marzo 1906
- Ōyama Iwao, marchese e maresciallo giapponese - 22 marzo 1906
- Karl Ludwig d'Elsa, colonnello generale sassone - 2 giugno 1917
- Ernst Konrad von Gossler, generale di fanteria prussiano - 10 febbraio 1917
- Ernst von Hoiningen, generale di fanteria prussiano - 6 marzo 1917

### "con diamanti"
- Maximilian von Seinsheim, 15 dicembre 1913